# Пјанополи
Пјанополи (итал. Pianopoli) је насеље у Италији у округу Катанцаро, региону Калабрија.
Према процени из 2011. у насељу је живело 2159 становника. Насеље се налази на надморској висини од 239 м.

## Становништво
Према резултатима пописа становништва 2011. у општини је живело 2.559 становника.
| 1931. | 1936. | 1951. | 1961. | 1971. | 1981. | 1991. | 2001. | 2011. |
| ----- | ----- | ----- | ----- | ----- | ----- | ----- | ----- | ----- |
| 1.974 | 2.000 | 2.295 | 2.141 | 1.846 | 1.963 | 2.213 | 2.315 | 2.559 |